# Boris Borisovič Rodendorf
Boris Borisovič Rodendorf (in russo Борис Борисович Родендорф?; San Pietroburgo, 12 luglio 1904 – Mosca, 21 novembre 1977) è stato un paleontologo ed entomologo sovietico.
Raggiunse la posizione di capo del Laboratorio di Artropodi dell'Istituto Paleontologico dell'Accademia delle Scienze dell'URSS (ora Accademia Russa delle Scienze) a Mosca. Studente di Andrej Vasil'evič Martynov, fu un prolifico tassonomo che descrisse numerosi nuovi taxa, inclusi i ditteri fossili, e pubblicò importanti lavori sugli insetti fossili. Il suo lavoro è attualmente oggetto di revisione da parte dell'attuale generazione di paleoentomologi russi.

## Opere principali
- Rohdendorf, B.B. 1937. [Dipteran insects, Vol. 19, No. 1: Fam. Sarcophagidae (Part 1), Fauna of the USSR, New Series,] No. 12 Moscow & Leningrad, 501pp.
- Rohdendorf, B.B. 1962. Order Diptera. In B.B. Rohdendorf (editor), Fundamentals of Paleontology, vol. 9, Arthropoda-Tracheata and Chelicerata: 444–502.
- Rohdendorf, B.B. 1964. Trudy Paleontol. Inst. 100, 311 pp. 
  - Rohdendorf, B.B. 1974. The historical development of Diptera. University of Alberta Press, Edmonton. 360 pp.
- Rohdendorf, B.B. 1967. [Directions in the historical development of sarcophagids (Diptera, Sarcophagidae)] Moscow, 92pp.
- Rohdendorf, B.B. e Rasnitsyn, A.P. (Editors) 1980. [A historical development of the class of insects]  Moscow, 269pp.